# Brigitta Boccoli
Brigitta Boccoli (Roma, Laci, 11 de maig del 1972) és una actriu italiana, germana de l'actriu Benedicta Boccoli.
Nascuda a Roma el 1972, és germana de l'actriu Benedicta Boccoli i està casada amb Stefano Nones Orfei (1966) domador de lleons i atleta de circ, fill de Moira Orfei. Tenen un fill anomenat Manfredi.

## Cinema
- 1982: Manhattan Baby, regxisoro: Lucio Fulci
- 1985: La ragazza dei lillà, regxisoro: Flavio Mogherini
- 1987: Com'è dura l'avventura, regxisoro: Flavio Mogherini
- 1991: Nostalgia di un piccolo grande amore, regxisoro: Antonio Bonifacio
- 2003: Gli angeli di Borsellino, regxisoro: Rocco Cesareo
- 2006: Olè, regxisoro: Carlo Vanzina

## Televisió
- 1987-1988: Domenica in - amb Lino Banfi, Toto Cutugno, Benedicta Boccoli, Paulo Roberto Falcão, Patrizio Vicedomini
- 1988-1989: Domenica in - amb Marisa Laurito, Benedicta Boccoli, Lisa Russo, Roberto D'Agostino, Arianna Ciampoli
- 1989-1990: Domenica in - amb Edwige Fenech, Pupo, Roberto D'Agostino, Maurizio Ferrini, Benedicta Boccoli, Bruno Vespa
- 1990-1991: Domenica in - kun Gigi Sabani, Simona Tagli, Elisa Satta, Gaspare Barbiellini Amidei
- 2006: Reality Circus - presentat per Barbara d'Urso - Reality show - Canale 5